# Бройли, Фердинанд
Фердинанд Бройли (нем. Ferdinand Broili; 1874—1946) — немецкий геолог и палеонтолог.
С 1919 по 1940 годы был профессором палеонтологии и исторической геологии в Университете Мюнхена. Занимался исследованием девонских окаменелостей в сланцах Хунсрюка.
Впервые в 1904 году описал сеймурию и высказал идею о происхождении рептилий от сеймуриаподобных форм.

## Публикации
- Permische Stegocephalen und Reptilien. Stuttgart: Schweizerbart, 1904.
- Zur Osteologie des Schädels von Placodus. Stuttgart: Schweizerbart, 1912.
- Paläozoologie (Systematik). Berlin: Walter de Gruyter, 1921.
- Karl Alfred von Zittel, Ferdinand Broili: Grundzüge der Paläontologie 2. Vertebrata. München: Oldenbourg, 1911 (2. verm. u. verb. Aufl.).
- Karl Alfred von Zittel, Ferdinand Broili: Invertebrata. München: Oldenbourg, 1915 (4. verb. u. verm. Aufl.).
- Karl Alfred von Zittel, Ferdinand Broili: Grundzüge der Paläontologie (Paläzoologie). München: R. Oldenbourg, 1921 (5. verb. und verm. Aufl.).